# Поклонный крест (Каменьнаволок)
Покло́нный крест в деревне Каменьнаволок — малая архитектурная форма культового назначения, деревянный восьмиконечный крест конца XIX века, относящийся к культуре пряжинских карел и размещённый под навесом в культовой кладбищенской роще возле Никольской часовни. Выявленный объект культурного наследия.

## Описание
Расположен при въезде в деревню со стороны Соддера на территории деревенского кладбища, в самом центре культовой еловой рощи в восьми метрах от южного фасада кладбищенской часовни.
Восьмиконечный деревянный крест выполнен из бруса. Перекладины соединены в полдерева. Лицевая сторона креста обращена на запад, на ней выполнена резьба. По контуру креста вырезана рамка, в центре — изображение восьмиконечного креста. По фону креста вырезан текст, а на концах перекладин — медальоны с типичной для крестов такого типа символикой. Первоначально выпуклые части изображения были раскрашены ультрамарином, а фон — охрой (по состоянию на начало XXI века крест полностью покрыт зелёной краской).
Крест установлен под навесом со сплошным ажурным ограждением-барьером из плоских резаных балясин и неограждённой западной стороной в центре невысокого квадратного (1,81 × 1,83 м) деревянного сруба. По углам сруба установлены поддерживающие двускатный навес четыре столба квадратного сечения с прямолинейно-геометрической порезкой. Фронтон украшен подзорами с контурной порезкой из чередующихся полукружий со сквозными отверстиями в середине и прямоугольников. Причелины и шелом утрачены..

## История
Надпись, вырезанная на фронтоне навеса, позволяет датировать его 1898 годом. Характер резьбы и первоначального цветового оформления также позволяет отнести его датировку ко второй половине XIX века.
В 1988 был поставлен на первичный учёт как памятник культовой архитектуры. В соответствии с приказом Министерства культуры Республики Карелия № 38 от 18.02.2000 включён в список вновь выявленных памятников истории и культуры.
Хотя сведений об официальных реставрационных работах не имеется, исследователи отмечают, что за часовней и поклонным крестом ухаживают местные жители. По крайней мере, окрытие крыши за последние десятилетия менялось несколько раз. В паспорте 1988 года описана кровля из досок. На фотографиях 2008 года видна кровля из шифера. В ходе обследования 2022 года констатирована кровля из металлопрофильных листов.
По состоянию на 2022 год состояние конструкции аварийное. Частично утрачено ограждение из балясин. Наблюдается деформация и просадка сруба. Слеги кровли имеют следы гнили. В материале креста имеются трещины, отсутствуют фрагменты верхнего конца креста. Для поддержания конструкции установлены жердевые подпорки. Территория вокруг креста и часовни запущена: заросла молодой порослью, захламлена мусором и сухостоем.